# Мали град (предстојећа ТВ серија)
Мали град (енгл. Little Town) је предстојећа америчка стриминг телевизијска серија коју су написали и створили Џош Гад, Едвард Китсис и Адам Хоровиц за Disney+. Серија, коју продуцира ABC Signature, биће преднаставак филма Лепотица и звер из 2017. која се центрира на Гастона и Лефуа. Главне улоге тумаче Крис Еванс и Гад као Гастон и Лефу, тим редоследом, који репризирају своје улоге из филма. Еванс и Гад ће такође бити извршни продуценти поред Китсиса и Хоровица.

## Улоге
| Глумац     | Улога  |
| ---------- | ------ |
| Крис Еванс | Гастон |
| Џош Гад    | Лефу   |

## Објављивање
Серија ће бити објављена на стриминг услузи Disney+.